# 太室阙
太室阙位于河南省登封市嵩山南麓中岳庙前500米处，是中岳庙具有象征意义的大门。属于礼制建筑。

## 历史
- 太室阙于东汉安帝元初五年（118年）由阳城长吕常主持建造，本是汉代太室山庙前的神道阙，太室阙与少室阙、启母阙并称为“中岳汉三阙”。
- 隋唐时期，这里的香火非常兴盛。
- 明朝时期，崇祯十四年（1641年）三月岳庙失火，大殿两庑俱烬。
- 清顺治十年（1653年）在重修之后，基本恢复了宋金时期的布局和规模。
- 1949年前曾在石阙外建保护房以庇护。
- 1971年将太室阙附近保存与发现的阙顶石残件，经过核对后，修复了东阙顶部。

## 结构
太室阙坐北面南，分东、西两阙，中间距离6.75米。阙高3.965米，每阙由连在一体的母阙和子阙构成，子阙在母阙外侧，个头较低，全部为石结构，分别由台基、阙身和阙顶三部分组成。台基一共2层，高0.59米，由素面石条砌成。阙身则由8层石条砌成。最上一层呈巨斗形，边沿饰波浪纹或二方连续云纹。其下一层呈长方形，各面均雕刻有乳钉纹。各面以减地平的雕刻技法雕饰有鸡、兔、鸟、鱼、吉祥羊头、青龙、白虎、朱雀、玄武、亭阁、铺首衔环、车马出行、杂技表演等画像。特别是雕刻在东阙南面的小耳、短尾、长鼻子似象非象的动物较为罕见。阙顶呈庑殿式，雕有正脊、垂脊、屋面瓦垅以及椽子等。脊端雕饰蒂纹瓦当。阙身刻铭受侵蚀严重，现存可辨认的有西阙南面篆书题额和北面子阙檐以隶书字体刻的26行文字。

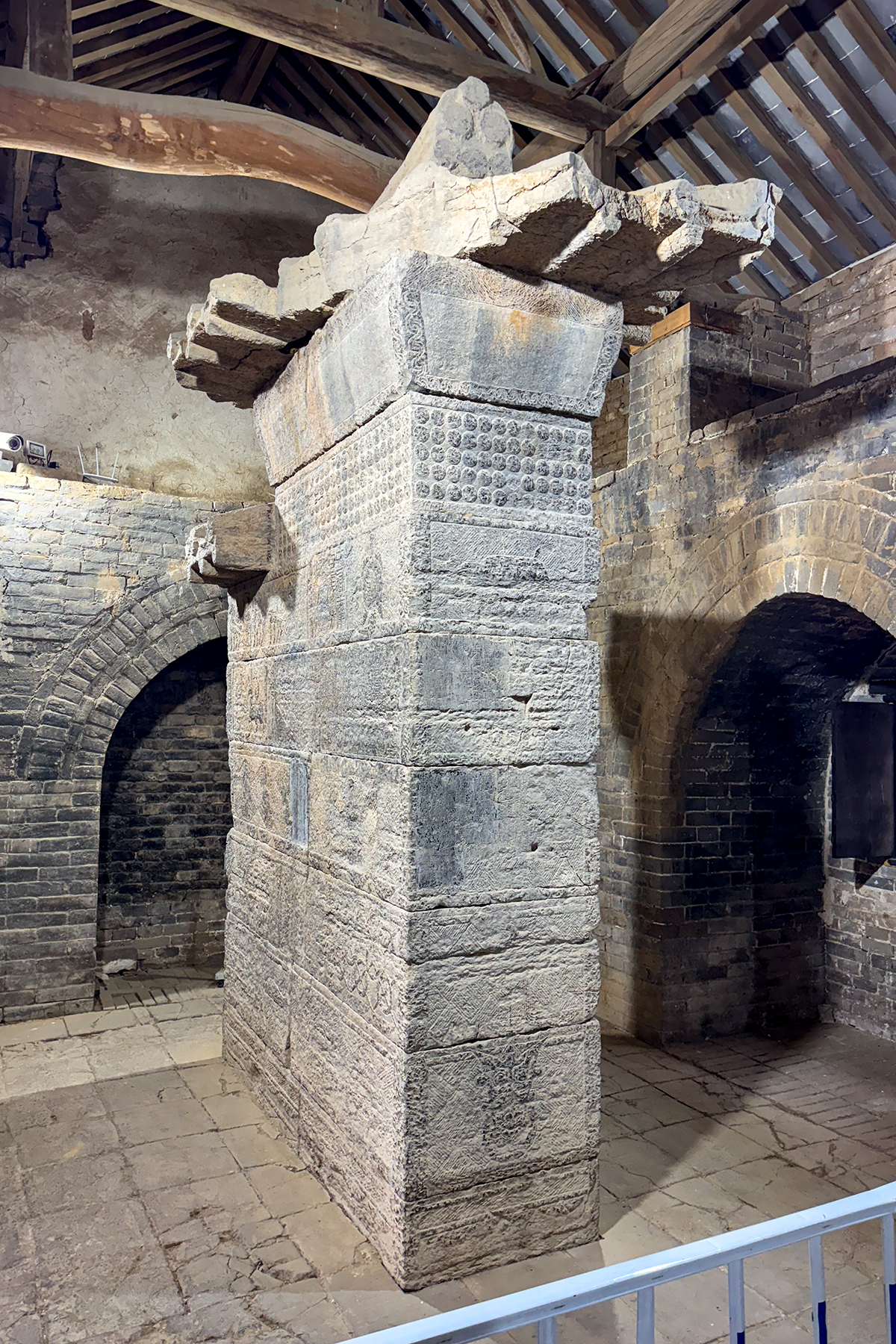
西阙
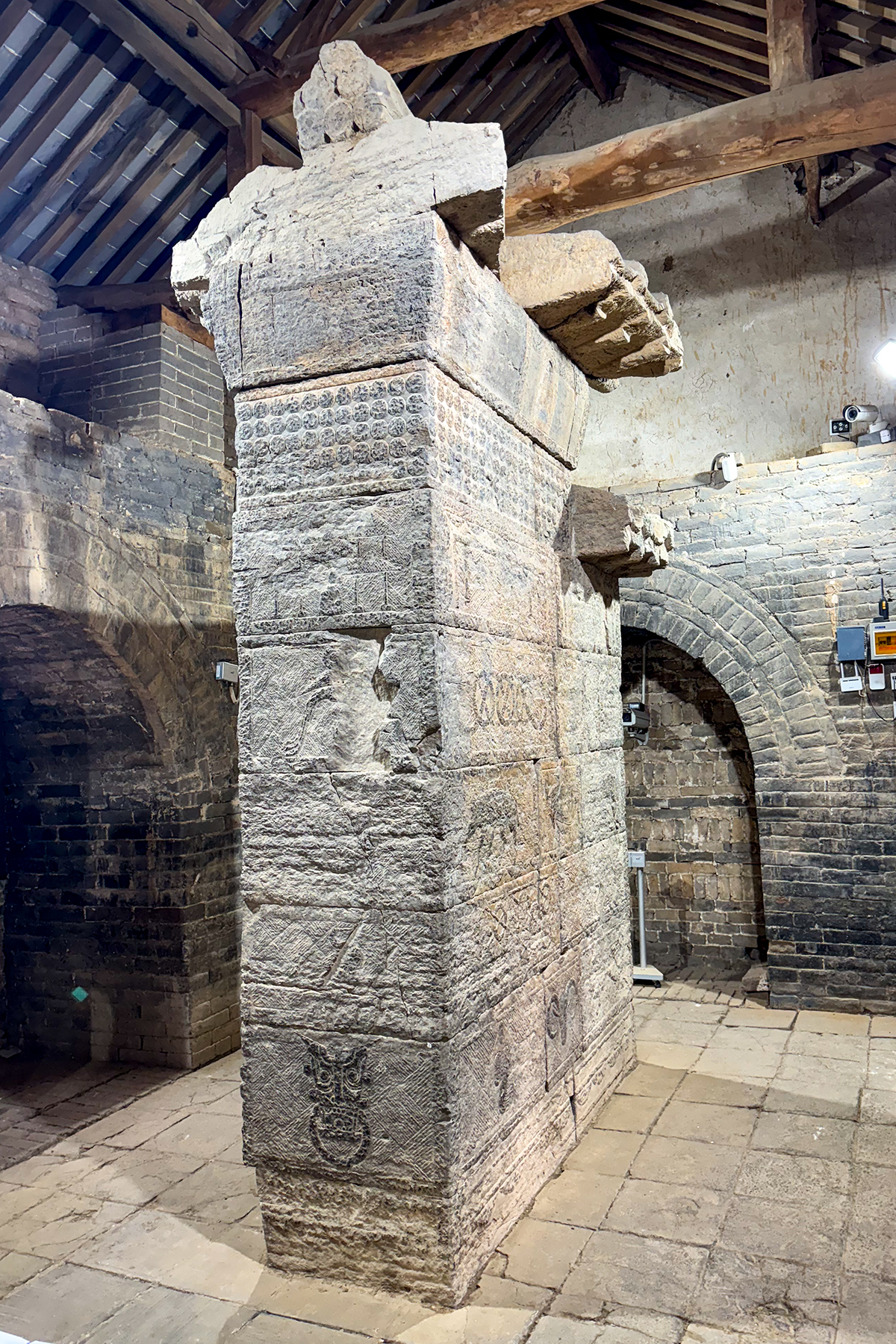
东阙